# César Miguel Romero
César Miguel Romero Moncada (Tegucigalpa, Francisco Morazán, Honduras, 19 de enero de 1999) es un futbolista hondureño. Juega de delantero y su equipo actual es el Lobos UPNFM de la Liga Nacional de Honduras.

## Trayectoria
Bajo la conducción técnica de Diego Vázquez, debutó oficialmente con Motagua el 15 de enero de 2017, en un partido que se ganó por 2 a 1 al Honduras Progreso.

## Clubes
| Club                                  | País           | Año             |
| ------------------------------------- | -------------- | --------------- |
| Motagua                               | Honduras       | 2017 - 2019     |
| Colorado Springs Switchbacks (cesión) | Estados Unidos | 2019            |
| Real de Minas (cesión)                | Honduras       | 2020 - 2022     |
| Real Sociedad                         | Honduras       | 2022 - 2023     |
| Puntarenas                            | Costa Rica     | 2023 - 2024     |
| Lobos UPNFM                           | Honduras       | 2024 - Presente |

## Palmarés

### Campeonatos nacionales
| Título                | Club    | País     | Año  |
| --------------------- | ------- | -------- | ---- |
| Torneo Clausura       | Motagua | Honduras | 2017 |
| Supercopa de Honduras | Motagua | Honduras | 2017 |
| Torneo Apertura       | Motagua | Honduras | 2018 |